# Steinbok Peak
Steinbok Peak är en bergstopp i Kanada.   Den ligger i provinsen British Columbia, i den södra delen av landet, 3 400 km väster om huvudstaden Ottawa. Toppen på Steinbok Peak är 1 444 meter över havet.
Terrängen runt Steinbok Peak är kuperad åt sydost, men åt nordväst är den bergig. Trakten runt Steinbok Peak är nära nog obefolkad, med mindre än två invånare per kvadratkilometer.. Närmaste större samhälle är Yale, 16,0 km sydväst om Steinbok Peak. 
I omgivningarna runt Steinbok Peak växer i huvudsak barrskog.